# Miroslav Lukić
Miroslav Lukić, född den 30 juni 1950 i Misljenovac nära Požarevac i Serbien, är en serbisk författare. Han debuterade som 19-åring med ett poetiskt verk.

## Biografi
Miroslav Lukić tog en examen i filosofi vid Belgrads universitet, och bodde i Belgrad under många år där han arbetade som lärare, redaktör och författare. Lukić har skrivit inom många genrer, såsom poesi, romaner, noveller, pjäser, antologier, essäer med mera.
Författarskapet började redan i grundskolan men hans debut kom först 1969, som 19-åring.